# Cerastium falcatum
Cerastium falcatum là loài thực vật có hoa thuộc họ Cẩm chướng. Loài này được Bunge ex Fenzl. mô tả khoa học đầu tiên năm 1842.